# 加利 (阿布哈茲)
加利是阿布哈茲的城鎮，为加利区的区府。位於該國西部的黑海沿岸，距離首府蘇呼米77公里，每年平均降雨量1,646毫米，2003年人口7,169。1932年，當局在加利設立城镇。